# Pa Osteraker – 35th Anniversary Edition
A På Österåker Johnny Cash koncertalbuma az Österåker börtönből, amelyet 2007-ben a Sony BMG adott ki. A felvételek 1972-ből származnak, a helyszín Svédország. A lemez eddig csak LP formátumban volt kapható, és csak  a 35 éves évforduló emlékére adták ki CD-n. Az eredeti albumhoz képest a 2007-es verzió plusz 7 bónuszdalt tartalmaz. Szintén érdekes, hogy a lemezen hallható ahogyan Cash svédül beszélget az elítéltekkel.

## Dalok
1. Walk The Line
2. A Boy Named Sue 3:25
3. Sunday Morning Coming Down (Kristofferson) – 4:12
4. Österåker/San Quentin (Cash) – 2:53
5. Me and Bobby McGee (Fred Foster/Kris Kristofferson) – 3:11
6. Orleans Parish Prison(Dick Feller) – 2:32
7. Jacob Green (Cash) – 3:07
8. Life Of A Prisoner (Larry Wilkerson) – 2:49
9. The Prisoners Song (Guy Massey) – 2:24
10. Folsom Prison Blues (Cash) – 2:51
11. City Jail (Cash) – 3:56
12. Help Me Make It Through The Night (Kristofferson) – 3:09
13. That Silver Haired Daddy Of Mine (Gene Autry/Jimmy Long) – 3:08
14. The Invertebraes (Vers) (Cash/Craig Dillingham/A. C. Johnston) – 2:27
15. Lookin’ Back In Anger (Harlan Sanders/Glen Sherley) – 2:14
16. I Saw A Man (Arthur "Guitar Boogie" Smith) – 3:03
17. High Heel Sneakers (Carl Perkins)
18. Blue Suede Shoes (Carl Perkins)
19. Dirty Old Egg Suckin’ Dog
20. Wreck Of The Old ‘97
21. I Promise You
22. Nobody Cared (Cash) – 2:07
23. San Quentin (Cash)
24. Folsom Prison Blues

## Munkatársak
- Johnny Cash – ének, gitár
- June Carter Cash – ének
- Marshall Grant – basszusgitár
- W.S. Holland – dob
- Carl Perkins – elektromos gitár, ének
- Bob Wootton – elektromos gitár

## Külső hivatkozások
- johnnycash.lap.hu – Linkgyűjtemény
- A Magyar Portál